# Циклічний підклас
Циклічні підкласи — підмножини нерозкладного періодичного класу ланцюга Маркова такі, що ланцюг проходить їх один за одним по черзі.

## Теорема
Нехай дано ланцюг Маркова {\displaystyle \{X_{n}\}_{n\geq 0}} з дискретним часом, дискретним простором станів {\displaystyle S} і матрицею перехідних ймовірностей {\displaystyle P}. Нехай {\displaystyle C\subset S} — нерозкладний клас станів  періодом {\displaystyle d}. тоді існує розбиття множини {\displaystyle C}: {\displaystyle C_{0},\ldots ,C_{d-1}\subset C}, тобто
{\displaystyle C_{k}\cap C_{l}=\emptyset ,\;k\not =l,\quad \bigcup \limits _{k=0}^{d-1}C_{k}=C}
таке, що
{\displaystyle \mathbb {P} (X_{n+1}\in C_{k+1\!\!\!\!\!\mod d}\mid X_{n}\in C_{k})=1,\quad k=0,\ldots ,d-1,\;n\in \mathbb {N} }.

## Зауваження
Таким чином усередині будь-якого нерозкладного періодичного класу ланцюг Маркова описує шлях: 
{\displaystyle C_{k}\to C_{k+1}\to \cdots \to C_{d-1}\to C_{0}\to \cdots \to C_{k-1}\to C_{k}\to \cdots },
де {\displaystyle k} — індекс початкової підмножини.

## Визначення
Побудовані таким чином підмножини {\displaystyle C_{k},\;k=1,\ldots ,d-1} називаються циклічними підкласами.

## Ланцюг всередині циклічного підкласу
Очевидно маємо:
{\displaystyle \mathbb {P} (X_{n+d}\in C_{k}\mid X_{n}\in C_{k})=1,\quad k=0,\ldots ,d-1,\;n\in \mathbb {N} },
тобто через кожні {\displaystyle d} кроків ланцюг повертається в той же циклічний підклас. Тоді для будь-якого фіксованого {\displaystyle k=0,\ldots ,d-1} можна побудувати новий ланцюг Маркова {\displaystyle \left\{X_{n}^{(k)}\right\}_{n\geq 0}} з множиною станів {\displaystyle C_{k}} і матрицею перехідних ймовірностей {\displaystyle P^{d}}. Цей ланцюг буде нерозкладним і аперіодичним. Таким чином, вивчення багатьох питань поведінки ланцюга Маркова зводиться до випадку аперіодичного нерозкладного ланцюга.